# Mali Miraševac
Mali Miraševac (cyr. Мали Мирашевац) – wieś w Serbii, w okręgu szumadijskim, w gminie Rača. W 2011 roku liczyła 97 mieszkańców.